# Spirobrachia leospira
Spirobrachia leospira är en ringmaskart som beskrevs av Gurjeeva 1975. Spirobrachia leospira ingår i släktet Spirobrachia och familjen skäggmaskar.
Artens utbredningsområde är Södra Ishavet. Inga underarter finns listade i Catalogue of Life.